# HangarBicocca
Der Pirelli HangarBicocca-Ausstellungsraum, vornehmlich unter dem Namen HangarBicocca bekannt, ist ein Ausstellungsraum für moderne und zeitgenössische Kunst in Mailand, Italien.

## Geschichte
Der Mailänder Stadtteil Bicocca war ursprünglich eines der ersten großen Industriegebiete Italiens im 19. und 20. Jahrhundert. Der so genannte HangarBicocca ist mit der Geschichte der Società Italiana Ernesto Breda verbunden, die ein historisches Unternehmen des lombardischen Maschinenbausektors war, das 1886 von dem aus Padua stammenden Ingenieur Ernesto Breda gegründet wurde, der durch die Herstellung von Eisenbahnwaggons, Dampf- und Elektrolokomotiven zur Entwicklung des Eisenbahnnetzes in Norditalien beitrug. Zuletzt diente die Industriehalle des Hangar der Firma AnsaldoBreda, die 2004 von Pirelli erworben wurde, der Montage von Lokomotiven.
Im Jahr 2004 wurde das Industriegelände dann in ein Kunstzentrum umgewandelt, das heute zu den wichtigsten Ausstellungsstätten moderner und zeitgenössischer Kunst in ganz Italien zählt. Seit seiner Eröffnung wurden Ausstellungen von unter anderem Marina Abramović, Carsten Höller, Alfredo Jaar, Philippe Parreno, Laure Prouvost und Apichatpong Weerasethakul gezeigt.
Im Eingangsbereich wird der Besucher von einer Variante der Skulptur Sequence des Mailänder Bildhauers Fausto Melotti begrüßt. Im hinteren Teil der Ausstellungshalle ist ein Ausstellungsraum abgetrennt, in dem die monumentale Installation The Seven Heavenly Palaces von Anselm Kiefer dauerhaft aufgestellt wurde.

## Architektur
Äußerlich hat das Gebäude den industriellen Charakter des Unternehmens, zu dem es gehörte, beibehalten. Diese riesige Ausstellungsfläche von fast 15 000 Quadratmetern ist in drei Hauptbereiche unterteilt: den Kubus, den Schuppen und das Navate. Auch im Inneren verleugnen  die Ausstellungsräume nicht ihre industrielle Herkunft. Die ursprünglichen rauen Betonböden und hohen Decken, die für den damaligen Industriestil typisch waren, sind erhalten gebliebe. In dem Raum, in dem Anselm Kiefers Installation Die sieben himmlischen Paläste aufgestellt ist, sind noch die Schienen zu erkennen, die zum Testen von Lokomotiven verwendet wurden.

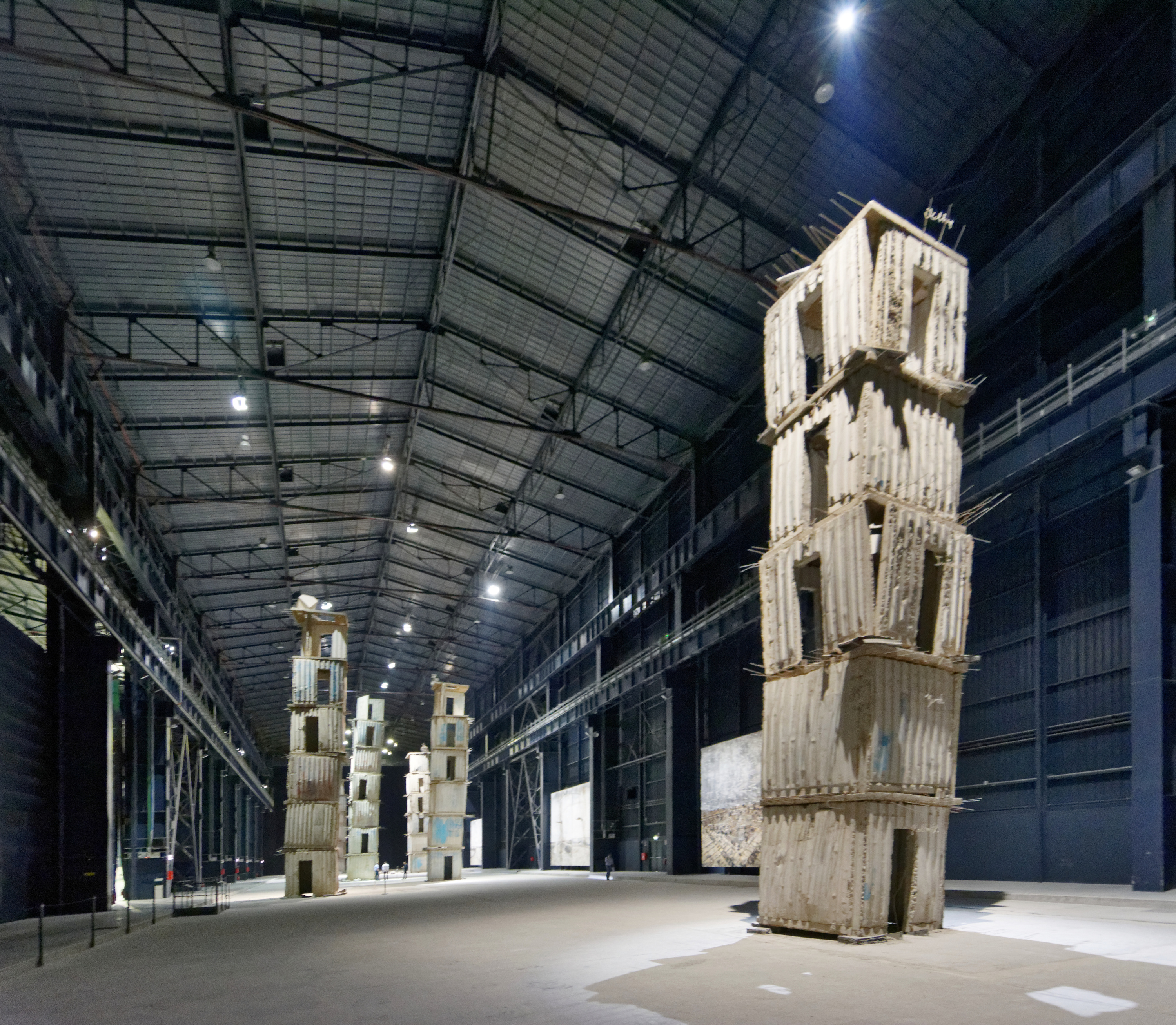
Dauerinstallation The Seven Heavenly Palaces von Anselm Kiefer
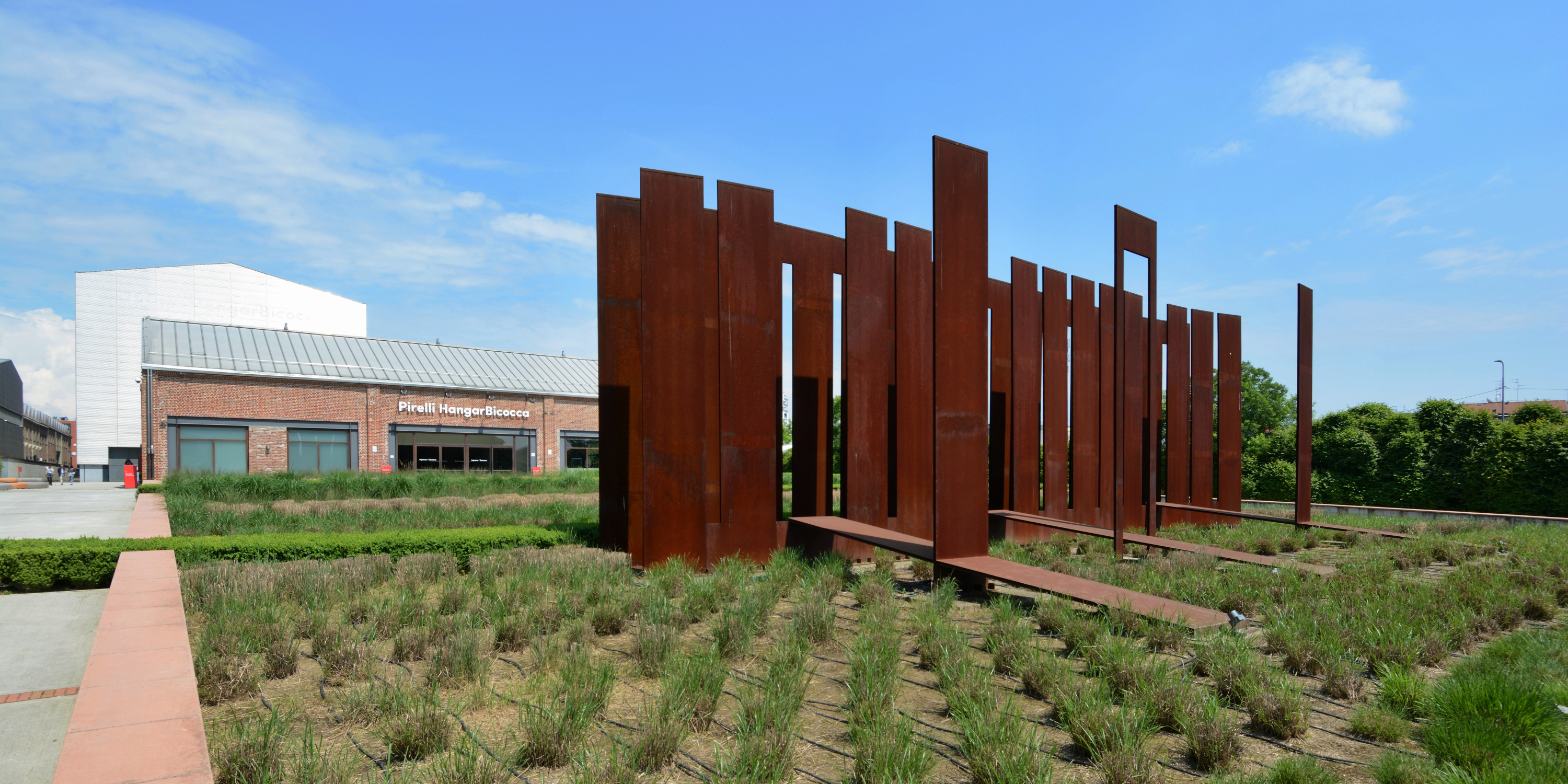
Dauerinstallation Sequence, 1981, von Fausto Melotti im Eingangsbereich
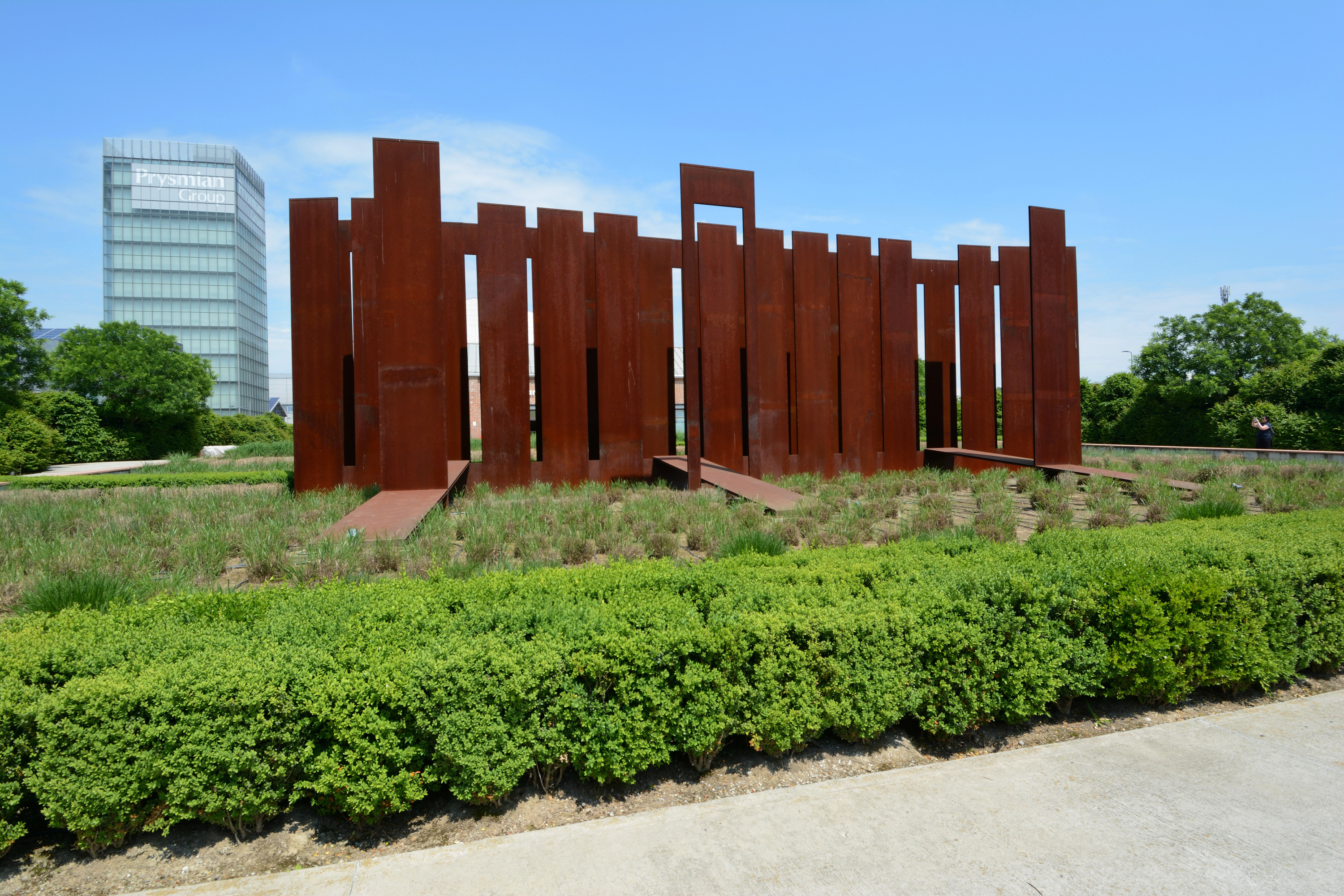
Dauerinstallation Sequence, 1981